# Готтардбан
Готтардбан (нім. Gotthardbahn; італ. Ferrovia del Gottardo) — трансальпійська залізниця, кантон Тічино, Швейцарія. Лінія є важливою ланкою міжнародного залізничного сполучення між північною Європою, зокрема Німеччиною, і Італією. Залізнична компанія Готтард (нім. Gotthardbahn-Gesellschaft) — історична приватна залізнична компанія, інвестор будівництва і перший експлуататор лінії.
Мережа Готтардбан складається з таких ліній: Люцерн — Кюснахт — Іммензе — Гольдау (25,6 км), Цуг — С.-Адрган — Гольдау (16,9 км), Гольдау — Флюелен — Біаска — Белінзона (142,2 км), Белінзона — Лугано — Чіассо (55,3 км), Джубіаско — Магадіна — Італійський кордон до Луїно (21,8 км), відгалуження Каденаццо — Локарно (12,4 км), всього 274,2 км.

## Історія

### Передмова
До початку 1870-их років на півночі Швейцарії існувала значна мережа залізниць, що мала сполучення із залізницями Німеччини та Франції. На заході, лінія досягла Бригу, у верхів'ях долини Рони, з Лозанною. У центрі півночі, залізниці сполучали Ольтен, Люцерн, Цуг і Цюрих. Але жодна залізниця не перетинала Альпи до південної частини Швейцарії/до кордону з Італією, і щоб перевезти залізницею пасажирів або вантаж доводилось прямувати через захід або схід Швейцарії, через Мон-Сенісбан, Земмерінгбан або Бреннербан.
Маршрут з півночі на південь через Швейцарію було пропоновано ще в 1848 році, і міжнародна конференція у Берні, 1869 вирішила, що найкращий шлях буде через долини річок Ройс і Тічино, що мають бути сполучені між собою тунелем під Готтардом, Цим маршрутом користувалися з ХІІІ століття.
На будівництво залізниці італійський уряд надав £2,25 мільйона, а німецький і швейцарський по £1,25 мільйона

### Будівництво та відкриття
Будівництво Готтардбану почалася в 1872 році, а перші дистанції від Біаска до Локарно і Лугано до К'яссо були відкриті в 1874 р..
Залізниця встала до експлуатації 1 червня 1882. На той час тунель Готтард завдовжки 15003 м був найдовшим у світі залізничним тунелем (цей статус отримав тунель Симплон в 1906 році). Незабаром після будівництва, вздовж залізниці були побудовані фортифікаційні споруди (наприклад біля Айроло і Біаска) і також розроблені способи блокування тунелю в разі вторгнення (у тому числі штучний зсув, щоб блокувати південний портал тунелю).
У той же час Ааргауйше Зюдбан (Aargauische Südbahn) відкрило дистанцію Риш — Іммензе. На 1887, було прокладено дистанції Люцерн — Іммензе, і Цуг — Арт-Гольдау.

### Швейцарські федеральні залізниці
Gotthard Railway Company керувала Готтардбаном до 1909 року, коли вона увійшла до складу Швейцарські федеральні залізниці. Це відбулося сім років по створенню цієї державної мережі залізниць, Готтаррдбан був останньою великою залізницею, що увійшла у її склад. У 1922 році вся лінія була електрифікована 15 kV, 16.7 Hz
Гірський рельєф місцевості яким прокладено Готтардбан завжди обмежував швидкість і об'єм перевезень на цій важливій міжнародній трасі, тому в 1996 році було вирішено побудувати новий маршрут по осі Готтард в рамках АльпТранзит проєкту, цей проєкт знаходиться в стадії будівництва

## Операції

### Послуги
Готтардбаном прямують вантажні та міжміські пасажирські потяги по всій довжині лінії. Пасажирські поїзди на довгі дистанції включають EuroCity — потяги між Цюрихом і Міланом, ICN і ІК потяги між низкою міст на півночі Швейцарії та деякими станціями в Тічино. Пасажирські потяги, що прямували Готтардбаном в минулому — Trans Europ Express потяги Готтардо, Роланд і Тічино.
Регіональні приміські потяги прямують північними та південними дільницями Готтардбану. На півночі, лінія S2 Stadtbahn Zug діє погодинно між Цугом, Арт-Гольдау і Ерстфельдом, в той час як лінія S3 на S-Bahn Luzern діє погодинно між Люцерном, Арт-Гольдау і Брунненом.
На півдні, Готтардбан обслуговується потягами на лінії S10 оператора Treni Regionali Ticino Lombardia (TILO), що курсують щопівгодини між Беллінцона, Лугано і К'яссо. Потяги по лініям S20 і S30 того же оператора курсують залізницею Готтардбан в області Беллінцона, також потяги мережі S30 прямують до міланського аеропорту Мальпенса.
Крім потягів Швейцарських федеральних залізниць, Готтардбаном з 2001, прямують вантажні потяги Deutsche Bahn AG, по маршруту Німеччина — Італія.

## Рухомий склад
Більшість швейцарських локомотивів були спочатку побудовані для Готтардбану, тому багато з них були іменовані «Gotthardlokomotiven», наприклад, SBB-CFF-FFS C 5/6 «Elephant», Ce 6/8 й Be 6/8 «Krokodil», SBB-CFF-FFS Ae 8/14 («Landilok»), SBB-CFF-FFS Ae 6/6, SBB-CFF-FFS Re 620
На середину 2010-х, для пасажирських перевезень використовуються локомотиви SBB-CFF-FFS Re 420 та SBB-CFF-FFS Re 460. Для вантажних перевезень — SBB-CFF-FFS Re 620 та SBB-CFF-FFS Re 420. До 1300 тонн використовують комбінацію Re 6/6 з Re 4/4 III (цю комбінацію іноді називають Re 10/10). Якщо потяг важче, то використовують локомотив-штовхач.

## Планований розвиток
Чинний маршрут, з його довгими підйомами і спіральними маршрутами, як і раніше обмежує швидкість і об'єми перевезень на цій важливій міжнародній трасі. Тому у 1996 році було вирішено побудувати новий маршрут по осі Готтард в рамках АльпТранзит проєкту, цей проєкт знаходиться в стадії будівництва
На 2020 збудовані:
- Готтардський базисний тунель завдовжки 57 км, найдовший у світі залізничний тунель
- Ченерійський базисний тунель завдовжки 15,4 км — дозволяє потягам оминати круті підйоми перевалу Монте-Ченері

По відкриттю цих двох тунелів рух чинним маршрутом збережено для місцевих пасажирських перевезень
Крім того, в рамках осі Готтард проєкту АльпТранзит заплановано новий головним чином тунельний маршрут від Арт-Гольдау до Ерстфельду і розширення чинного Циммерберг (базисний тунель) на дільниці між Цюрихом і Цугом, але обидва проєкти на 2015, в стадії розробки.